# Ľubomír Tupta
Ľubomír Tupta (Prešov, 27 de marzo de 1998) es un futbolista profesional eslovaco que juega como delantero en el AE Larissa F. C. de la Superliga de Grecia.

## Trayectoria
Tupta hizo su debut profesional con el Hellas Verona en la derrota por 4-0 de la Serie A ante el Udinese el 23 de diciembre de 2017.
En enero de 2020 acordó una extensión de contrato hasta 2023 y fichó cedido por el Wisła Cracovia.
El 5 de octubre de 2020 se incorporó cedido al club Ascoli de la Serie B. En febrero de 2021 la cesión finalizó de forma abrupta tras una serie de cesiones que le habrían dejado de baja. Inmediatamente fue cedido al club de la Superliga de Suiza F. C. Sion en un préstamo de media temporada según los deseos del entrenador Fabio Grosso.

## Selección nacional
Tupta fue reconocido por primera vez en una nominación de la selección absoluta cuando el entrenador Pavel Hapal lo convocó para un doble partido de clasificación para la Eurocopa 2020 en marzo de 2019 contra Hungría y Gales.
Fue el máximo goleador en dos torneos juveniles representando a su selección nacional. En la Frenz International Cup 2012 y la Frenz International Cup 2014.

### Participaciones en Eurocopas
| Copa          | Sede     | Resultado        | Partidos | Goles |
| ------------- | -------- | ---------------- | -------- | ----- |
| Eurocopa 2024 | Alemania | Octavos de final | 1        | 0     |

## Clubes
| Club                           | País            | Año       |
| ------------------------------ | --------------- | --------- |
| Hellas Verona                  | Italia          | 2017-2022 |
| Wisła Cracovia (cedido)        | Polonia         | 2020      |
| Ascoli Calcio 1898 FC (cedido) | Italia          | 2020-2021 |
| F. C. Sion (cedido)            | Suiza           | 2021      |
| F. C. Slovan Liberec (cedido)  | República Checa | 2021-2022 |
| Delfino Pescara 1936           | Italia          | 2022-2023 |
| F. C. Slovan Liberec (cedido)  | República Checa | 2023      |
| F. C. Slovan Liberec           | República Checa | 2023-2025 |
| Widzew Łódź (cedido)           | Polonia         | 2025      |
| AE Larissa F. C.               | Grecia          | 2025-     |